# Beija-flor-carijó
O beija-flor-carijó, também conhecido por colibri-de-pintas-verdes ou peito-carijó, (nome científico: Taphrospilus hypostictus) é uma espécie de ave apodiforme pertencente à família dos troquilídeos, que inclui os beija-flores. É o único representante do gênero Taphrospilus, que é monotípico. Por sua vez, também é, consequentemente, a espécie-tipo deste gênero. Pode ser encontrada em altitudes entre 400 e 1350 metros, sendo encontrada no Peru, Equador, Bolívia e Argentina.
Devido a um erro de cálculo, a espécie seria, durante muito tempo, incluída na lista de espécies de beija-flor com distribuição geográfica no Brasil, embora não ocorra no país. Posteriormente, seria retirada da listagem pelo CBRO.